# Dichagyris nystromi
Dichagyris nystromi är en fjärilsart som beskrevs av Felix Bryk 1941. Dichagyris nystromi ingår i släktet Dichagyris och familjen nattflyn. Inga underarter finns listade i Catalogue of Life.